# Ayşe Kulin
Ayşe Kulin, née le 26 août 1941 à Istanbul (Turquie), est une écrivaine et journaliste turque. Elle a écrit des nouvelles, des romans et des scripts de film.

## Biographie
Ayşe Kulin naît le 26 août 1941 dans une famille de fonctionnaires de la classe supérieure. son père, Muhittin Kulin, est d'origine bosniaque, et sa mère, Sitare Hanim, circassienne. Elle étudie son secondaire à Istanbul, puis rentre à l'American College for Girls.
Elle est ambassadrice de l'UNICEF depuis 2007.

## Position sur le génocide arménien
Lors d'une interview[Quand ?], elle a déclaré que le mot holocauste ne devait pas être utilisé pour parler du génocide arménien, car les Turcs avaient eu une raison pour le « massacre » des Arméniens, et ce sont des choses qui arrivent en temps de guerre,. Une pétition appelant au boycott de ses livres est lancée en réaction à cette déclaration.

## Publications
- Güneşe Dön Yüzünü, 1984
- Bir Tatlı Huzur, 1996
- Adı: Aylin, 1997
- Geniş Zamanlar, 1998
- Foto Sabah Resimleri, 1998
- Sevdalinka, 1999
- Füreya, 2000
- Köprü, 2001
- Nefes Nefese, 2002
- İçimde Kızıl Bir Gül Gibi, 2002
- Babama, 2002
- Kardelenler, 2004
- Gece Sesleri, 2004
- Bir Gün, 2005
- Bir Varmış Bir Yokmuş, 2007
- Veda, 2008
- Sit Nene`nin Masalları, 2008
- Umut, 2008
- Taş Duvar Açık Pencere, 2009
- Türkan, 2009
- Hayat – Dürbünümde Kırk Sene (1941–1964), 2011
- Hüzün – Dürbünümde Kırk Sene (1964–1983), 2011
- Gizli Anların Yolcusu, 2011
- Bora'nın Kitabı, 2012
- Dönüş, 2013
- Hayal, 2014
- Handan, 2015
- Tutsak Güneş, 2016
- Kanadı Kırık Kuşlar, 2016.